# غريسة (يريم)

تعديل مصدري - تعديل

غريسة محلة تابعة لقرية جروة، التابعة لعزلة خودان بمديرية يريم إحدى مديريات محافظة إب في الجمهورية اليمنية.، بلغ تعداد سكانها 80 حسب تعداد اليمن لعام 2004.